# 吉米 (造型师)
吉米，中国大陆形象设计师，出生年及籍贯不详。经常在古驰、范思哲等著名时尚品牌的中国发布会上担任造型设计，并曾为许多明星进行造型化妆，担任诸多模特大赛形象总监，北美化妆师协会中国地区的唯一会员。吉米1996年进入化妆造型行业，2000年在北京开办吉米形象设计学校，2004年被媒体评为中国时尚第一人。身为男性同性恋者的吉米曾考虑过做变性手术，但最终却不了了之。